# Герб комуни Єлліваре
Герб комуни Єлліваре (швед. Gällivare kommunvapen) — символ шведської адміністративно-територіальної одиниці місцевого самоврядування комуни Єлліваре. 

## Історія
Герб розроблено ще 1948 року для містечка Єлліваре і затверджено королем 1956 року. Перереєстрований після адміністративно-територіальної реформи за комуною 1974 року.

## Опис (блазон)
Щит розтято й перетято; у 1-у та 4-у червоних полях крокує золотий олень з синім озброєнням, у 2-у та 3-у золотих полях — синій алхімічний знак заліза.

## Зміст
Північні олені вказують на розвинуте оленярство, а знак заліза — на видобуток залізної руди.